# 釐日
釐日，元朝官员，党项（唐兀）人，乞台普济的儿子。
开始事奉晋王甘麻剌，参与对海都的作战。元成宗大德四年（1300年），转而事奉海山。海山即位为元武宗，任命他为翰林承旨、兼典牧卿。至大元年（1308年），被遥授中书左丞相、兼尚服、将作院使。至大三年（1310年）八月，升任为御史大夫。次年，元仁宗继位，罢职。延祐三年（1316年），他参与武宗之子周王和世㻋在陕西的起兵举事，事情失败后，下落不详。